# Willy Hesse (Unternehmer)
Wilhelm Hesse (* 19. Februar 1942 in Arnsberg; † 1. Januar 2022 ebenda) war ein deutscher Unternehmer und bis 2019 Präsident der Handwerkskammer Südwestfalen (bis 2007 Handwerkskammer Arnsberg). 2020 wurde er Ehrenbürger seiner Heimatstadt Arnsberg.

## Leben
Nach der Volksschule und abgeschlossener Lehre zum Dachdecker besuchte er die Meisterschule mit dem Abschluss Dachdeckermeister.
Willy Hesse übernahm den elterlichen Dachdeckerbetrieb am 1. Januar 1970. Er führt den Betrieb bis heute als geschäftsführender Gesellschafter der Firma Willy Hesse GmbH in Arnsberg.
Von 1976 bis 1999 war Hesse Obermeister der Dachdeckerinnung.
Von 1976 bis 1991 war er Vorsitzender des Gesellenprüfungsausschusses, von 1989 bis 1999 Vizepräsident und seit dem 29. November 1999 ist er Präsident der Handwerkskammer Südwestfalen.
Darüber hinaus ist Hesse seit Juli 2003 Mitglied im Aufsichtsrat der Signal-Iduna in Dortmund, war von 2005 bis 2010 Vizepräsident des Westdeutschen Handwerkskammertages und von 2010 bis 2016 Präsident des Westdeutschen Handwerkskammertages. Nach seinem Ausscheiden  auf eigenen Wunsch wurde er zum Ehrenpräsidenten ernannt. Von 2010 bis 2016 war Hesse Vizepräsident des Nordrhein-Westfälischen Handwerkstages. 
Von 1984 bis 1990 führte er die Freiwillige Feuerwehr in Arnsberg als leitender Löschzugführer. Am 12. Dezember 2003 wurde ihm das Bundesverdienstkreuz am Bande der Bundesrepublik Deutschland verliehen. Am 5. Dezember 2017 erhielt er überdies den Verdienstorden des Landes Nordrhein-Westfalen.
Willy Hesse war verheiratet und Vater dreier Söhne.